# アルミン酸ストロンチウム
アルミン酸ストロンチウム（アルミンさんストロンチウム、Strontium aluminate）は、ストロンチウムとアルミニウムを含む無機化合物である。

## 概要
アルカリ土類アルミン酸塩でユーロピウム、ネオジム、ジスプロシウムといった希土類元素を添加することで蓄光性を示す。1993年に根本特殊化学で従来の硫化亜鉛系蛍光体よりも残光輝度が10倍高く、残光時間もまた10倍長いアルミン酸ストロンチウム蛍光体が開発され、N夜光(ルミノーバ)として販売される。添加する元素によって残光の波長が変わる。

## 用途
蓄光性蛍光体で時計の文字盤や計器盤、誘導標識等に使用される。